# Albert Edward Ingham
Albert Edward Ingham (Northampton, 3 de abril de 1900 — Chamonix-Mont-Blanc, 6 de septiembre de 1967) fue un matemático británico.

## Biografía[1]
Estudió en la Stafford Grammar School y en el Trinity College de Cambridge, y obtuvo su Ph.D. orientado por John Edensor Littlewood en la Universidad de Cambridge.
En 1937, Albert Ingham probó que, si
{\displaystyle \zeta \left(1/2+it\right)\in O\left(t^{c}\right)}
para alguna constante positiva c, entonces
{\displaystyle \pi \left(x+x^{\theta }\right)-\pi (x)\sim {\frac {x^{\theta }}{\log x}}}
para cualquier θ > (1+4c)/(2+4c) ; aquí ζ denota la función zeta de Riemann, mientras que π es la función de conteo de números primos.
Con el mejor valor de c conocido en su época, una consecuencia inmediata de su trabajo fue que
gn < pn5/8
siendo pn el n-ésimo número primo, con gn = pn+1 − pn denotando la diferencia del n-ésimo número primo con su sucesor.